# Beta Sagittae
Désignations
Beta Sagittae (β Sagittae / β Sge) est une étoile unique de la constellation boréale de la Flèche. C'est une étoile faible mais visible à l’œil nu avec une magnitude apparente visuelle de 4,38. Sur la base d'une parallaxe annuelle de 7,42 mas mesurée par le satellite Hipparcos, elle est située à environ 440 années-lumière du Soleil. L'étoile se rapproche du Soleil avec une vitesse radiale de −22 km/s.
Beta Sagittae est une géante rouge évoluée de type spectral G8 IIIa CN 0.5. La notation en suffixe « CN 0.5 » indique une surabondance modérée de la molécule du cyanogène dans son spectre. L'âge de l'étoile est estimé à 129 millions d'années, sa masse vaut 4,33 fois celle du Soleil et elle s'est étendue jusqu'à faire 27 fois le rayon du Soleil. L'étoile émet 392 fois la luminosité du Soleil depuis sa photosphère étendue à une température effective de 4 850 K.

## Désignations
En chinois, 左旗 (Zuǒ Qí), signifiant Drapeau Gauche, fait référence à un astérisme constitué de β Sagittae, α Sagittae, δ Sagittae, ζ Sagittae, γ Sagittae, 13 Sagittae, 11 Sagittae, 14 Sagittae et ρ Aquilae. Par conséquent, β Sagittae elle-même est appelée 左旗二 (Zuǒ Qí èr, la seconde [étoile] du Drapeau Gauche).